# Vätskedrivande medel
Vätskedrivande medel eller diuretika (singularis: diuretikum) är läkemedel eller andra ämnen som ger ökad produktion av urin (polyuri), är vätskedrivande. Medlen ges för att minska mängden vätska i kroppen, och ges både akut (vid exempelvis ödem) och som långtidsbehandling (vid hjärtsvikt). Vätskedrivande medel leder i allmänhet till en förlust av kaliumjoner, varför detta ämne oftast äts som tilläggsmedicinering.
Yerba mate och alkohol är vätskedrivande, vilket däremot inte koffein är enligt studier som gjorts. Bertil Fredholm professor emeritus i farmakologi vid Karolinska Institutet var en av de första forskarna som beskrev hur koffein påverkar kroppen. Enligt honom så är koffein inte vätskedrivande, men det stimulerar njurarna att producera urin, vilket gör bara att man blir kissnödig snabbare, inte att man förlorar mer vätska.

## Olika slags vätskedrivande medel
Det finns tre olika typer av diuretika: tiazider, loopdiuretika och kaliumsparande diuretika. Alla tre typer får kroppen att utsöndra mer vätska i form av urin.
- Tiaziddiuretika är de diuretika som används mest frekvent. Dessa preparat förskrivs ofta till patienter med högt blodtryck. Tiazider minskar inte bara vätskenivåerna i kroppen, utan kan även slappna av blodkärlen.
- Loopdiuretika är kraftigt urindrivande medel som främst används för att behandla hjärtsvikt.
- Kaliumsparande diuretika minskar vätskenivåerna i kroppen, men utan att minska kaliumnivån. Tiaziddiuretika och loopdiuretika medför en förlust av kalium, vilket kan leda till olika sjukdomstillstånd. Kaliumsparande diuretika förskrivs till personer med en risk för låga kaliumnivåer.[3]